# 褐颈渡鸦

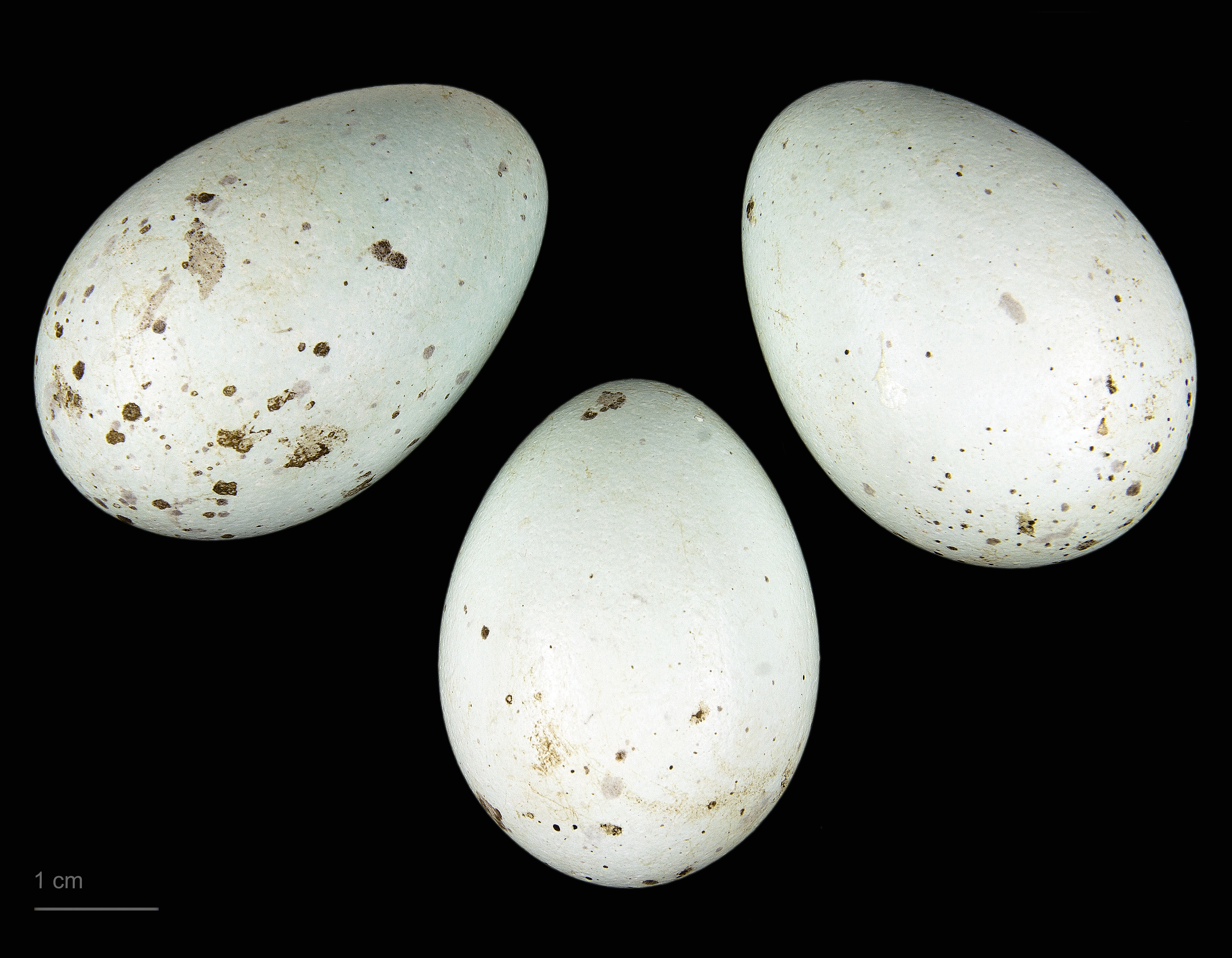
卵 Corvus ruficollis

褐颈渡鸦（学名：Corvus ruficollis），是鸦科鸦属的一种，分布于巴基斯坦领土、埃及、利比亚、土耳其、埃塞俄比亚、伊朗、厄立特里亚、土库曼斯坦、塞内加尔、乍得、叙利亚、马里、佛得角、索马里、西撒哈拉、毛里塔尼亚、约旦、阿曼、尼日尔、巴基斯坦、沙特阿拉伯、阿拉伯联合酋长国、吉布提、尼日利亚、也门、肯尼亚、摩洛哥、以色列、乌兹别克斯坦、阿富汗、科威特、冈比亚、塔吉克斯坦、巴林、阿尔及利亚、苏丹、突尼斯、布基纳法索、哈萨克斯坦和伊拉克。该物种的保护状况被评为无危。
褐颈渡鸦的平均体重约为559.0克。栖息地包括淡水泉、绿洲、亚热带或热带的（低地）干燥疏灌丛、城市、耕地、干燥的稀树草原和热带沙漠。